# Głęboka Kuta
Głęboka Kuta – jezioro w Polsce położone w gminie Pozezdrze, powiat węgorzewski, województwo warmińsko-mazurskie, w dorzeczu rzeki Sapina.
Jezioro położone jest na północny wschód od wsi Przytuły.
Głęboka Kuta ma powierzchnię 17,9 ha, a głębokość 21,5 m.